# American Swedish Institute

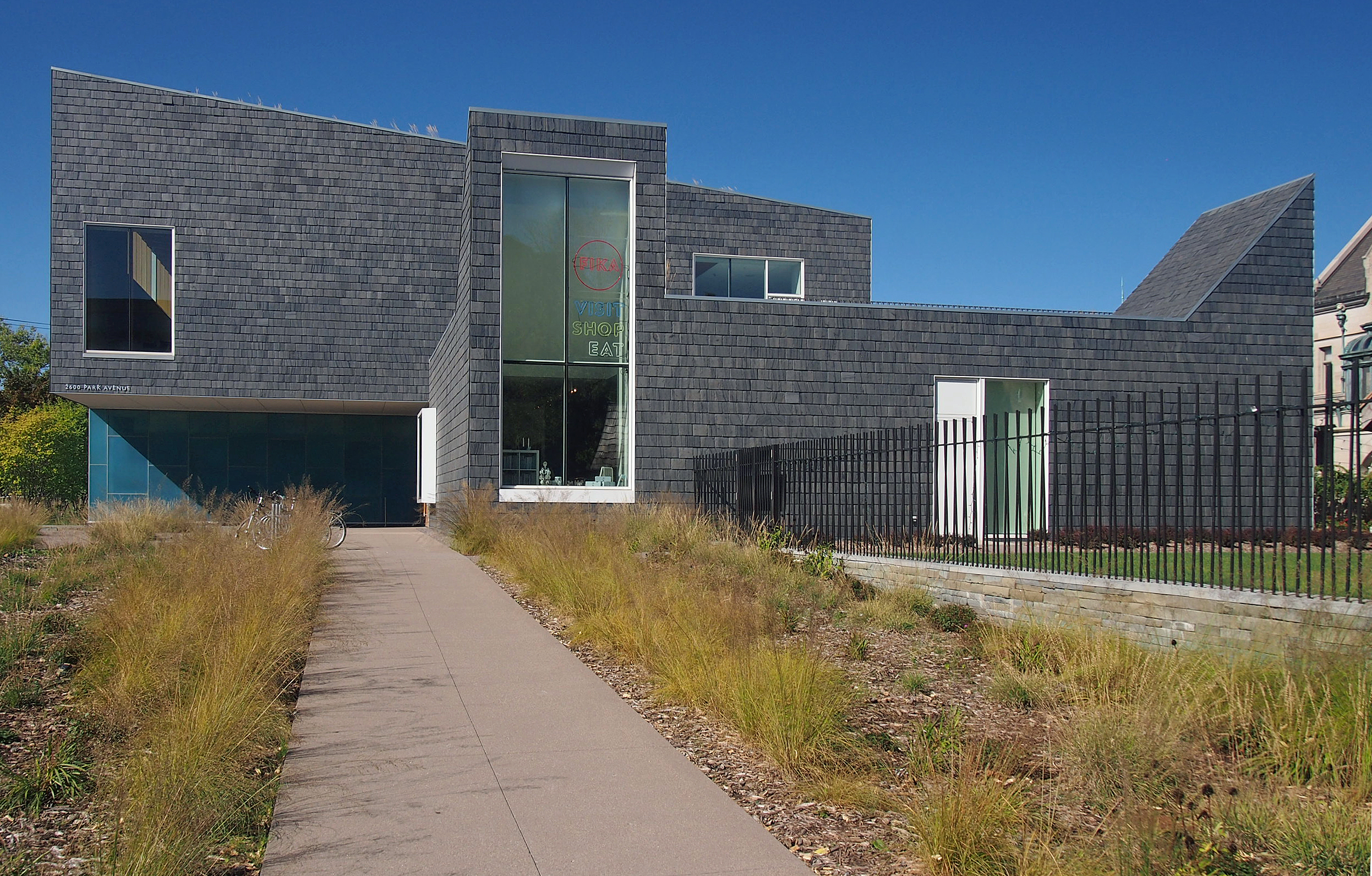
The Nelson Cultural Center.

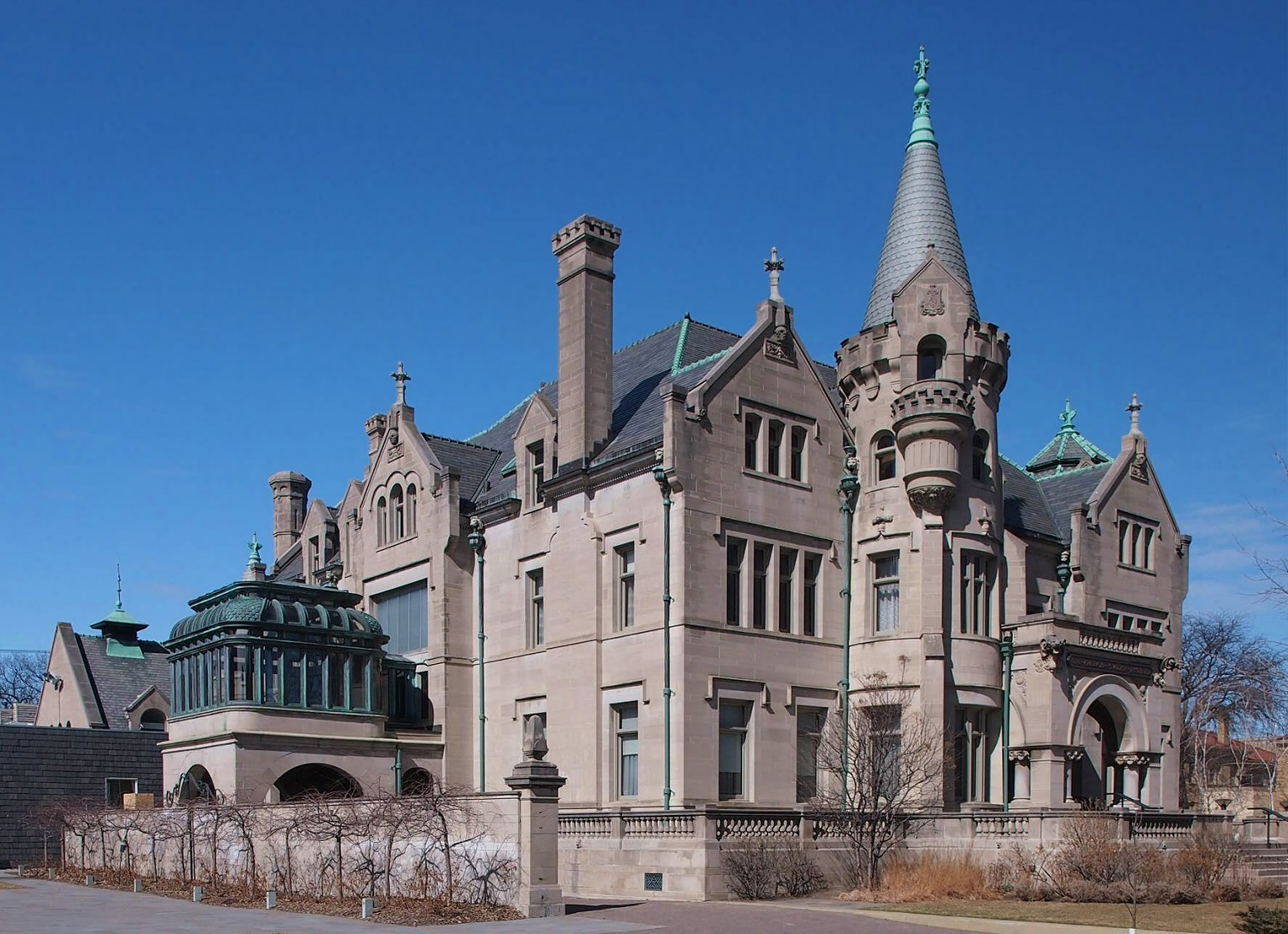
Swan Turnblad Mansion.

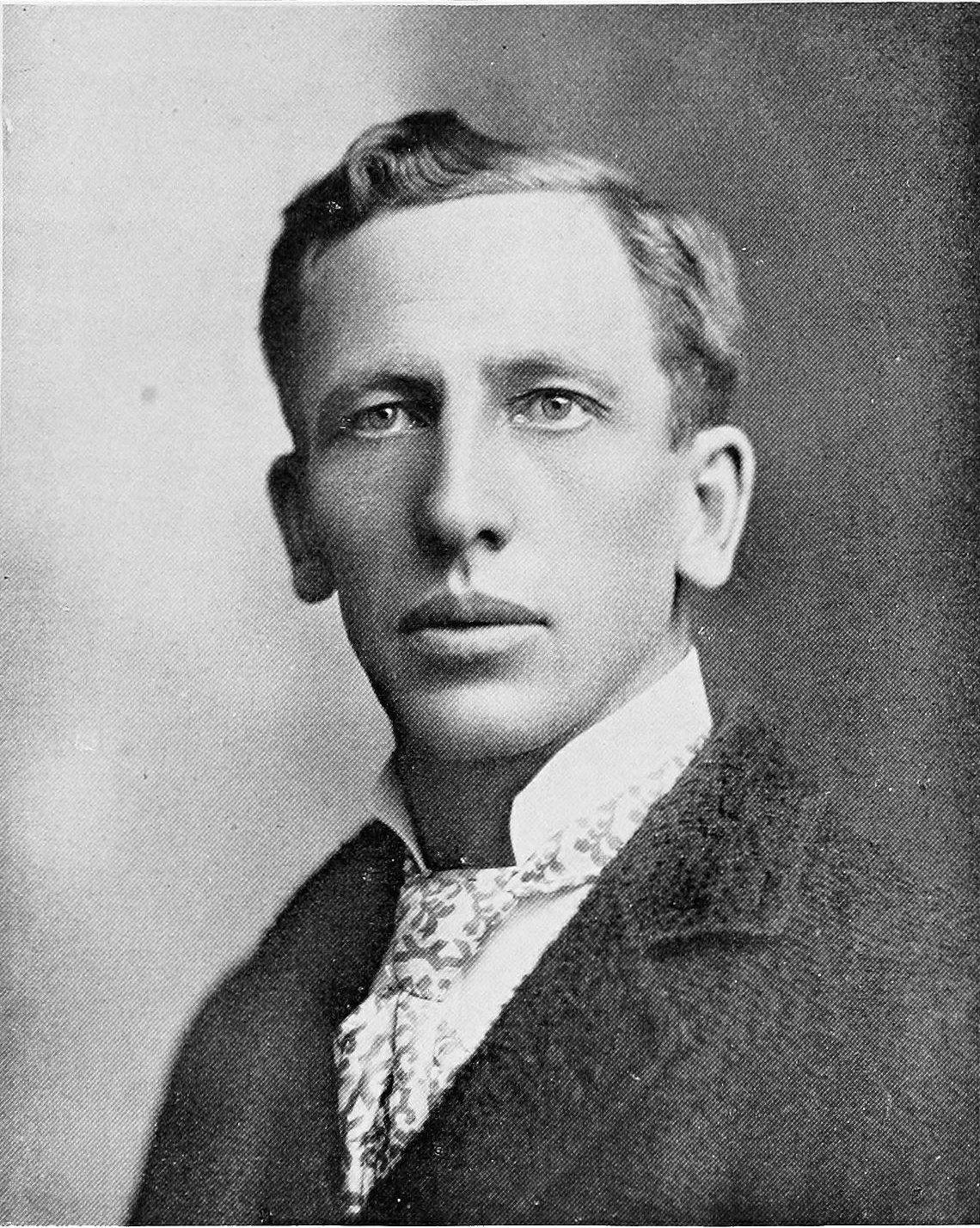
Swan Turnblad.

American Swedish Institute (ASI) är en ideell pedagogisk organisation och ett museum i Minneapolis, Minnesota, USA. Organisationens uppdrag är att bevara och studera den historiska roll som svenskar och svenskamerikaner har spelat i USA:s historia och kultur. Dess verksamhet inkluderar Sveaklubben, svenskkurser och ett museum.

## Historia
Institutet huserar i en herrgård från 1903 som byggdes av svensk-amerikanen Swan Turnblad och hans fru Christina. Turnblad utvandrade till USA med sin familj 1868 vid åtta års ålder från en gård i Småland. Familjen bosatte sig i Vasa Township i södra Minnesota där de anslöt sig till släktingar som tidigare utvandrat. Turnblad ville inte vara bonde som sin far, utan lämnade Vasa 1879 och reste till Minneapolis. 
I Minneapolis arbetade Turnblad på flera svenskspråkiga tidningar som maskinsättare. Hans intressen inom tryckeribranschen ledde så småningom till framgång som utgivare av den svensk-amerikanska tidningen Svenska Amerikanska Posten. Efter tio år var han ensam ägare. Under hans ledarskap ökade antalet prenumeranter på tidningen från 1400 till över 40 000 och denna framgång med tidningen var troligen den främsta källan till Turnblads rikedom. 
Framgången berodde dels på Turnblads målmedvetna ledarstil, men också på det stora antal svenska invandrare som stödde tidningen. Han skapade en för tiden, tekniskt avancerad tidning med den bästa tidningspressen som gick att få tag på och  var den förste svenske utgivaren i Amerika som använde en linotypemaskin. 1903 blev Svenska Amerikanska Posten den första svenskspråkiga tidningen i färg. 
I Minneapolis träffade Turnblad Christina Nilsson som han sedermera gifte sig med. Hon var också svensk-amerikan och hennes familj utvandrade till Worthington, Minnesota 1876 när Christina var 15 år. Hennes första jobb var utan lön, men gav henne arbetserfarenhet och träning i engelska. Hon arbetade senare som servitris i ett år innan hon 1882 flyttade till Minneapolis där hon träffade sin blivande man på ett godtemplaremöte. De gifte sig 1883 och deras enda barn, Lillian Zanobia, föddes året därpå.
Under tidiga 1900-talet började Turnblad planera den herrgård de skulle bygga. Deras många resor till Europa påverkade säkert herrgårdens ståtliga slottstil och interiörens utsmyckningar. Tomten på Park Avenue köptes 1903 och byggnaden ritades av Christopher A. Boehmes arkitektfirma och Victor Cordella och tog nästan fem år att bygga.
Turnblad tog inga lån när fastigheten bebyggdes, utan byggkostnaderna betalades löpande, så vad det en gång tiden kostade att bygga huset, är inte känt. När museet grundades 1929 rapporterade Minneapolis Tribune att "kostnaden beräknas ha uppgått till uppemot 1 000 000 dollar även om byggarna vägrar diskutera saken".
1929 instiftade familjen Turnblad American Institute for Swedish Arts, Literature and Science (som senare bytte namn till American Swedish Institute).
Familjens privata residens, bibliotek, konstsamlingar samt tidningen Svenska Amerikanska Posten donerades till den nyinstiftade ideella organisationen. Donationens värde beräknades uppgå till 1,5 miljoner dollar.
Turnblad uppgav att han länge hade planerat att hemmet skulle bli ett svensk-amerikanskt institut och så att "många personer kanske har undrat varför en liten familj som vår, en familj som inte hade stora sociala ambitioner, ville ha ett så stort hus. Kanske kan de gissa nu."
Herrgården finns med i amerikanska National Register of Historic Places, där det utmärker sig för sin lokala betydelse inom arkitektur, konst och utbildning. Herrgårdens andra våning genomgick 1995 en restaurering och arbetet fick då Heritage Conservation Award.